# Pagode de Fer

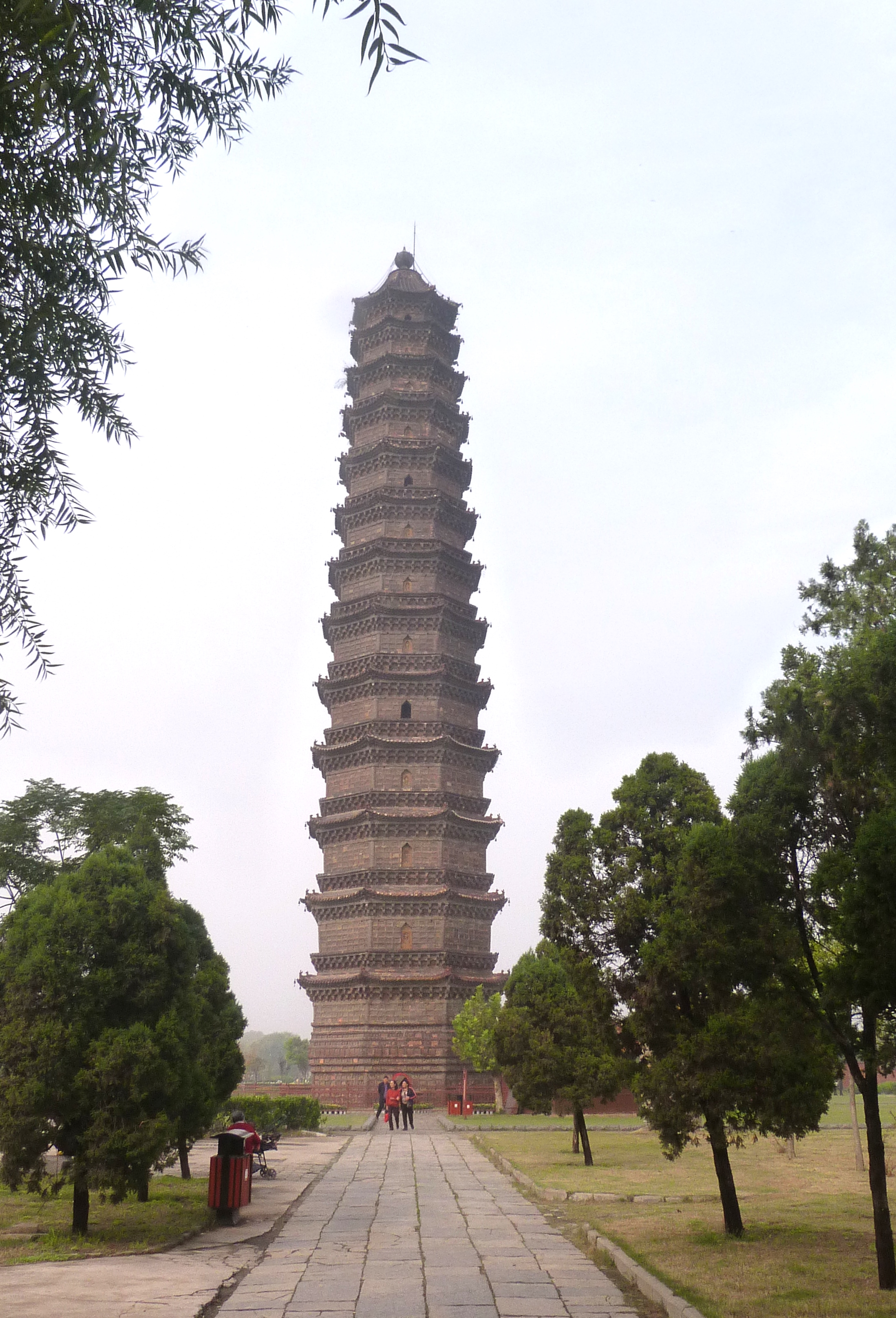
La pagode de Fer de Kaifeng, en Chine, construite en 1049 durant la dynastie Song.

La pagode de Fer (鐵塔) du Temple Youguo (佑國寺), dans la ville de Kaifeng, dans la province du Henan, est une pagode chinoise bouddhiste construite en 1049 sous la dynastie Song (960–1279). La pagode est ainsi nommée non pas parce qu'elle est fabriquée en fer, mais à cause de sa couleur qui ressemble au fer. Il s'agit d'une pagode en pierre construite sur l'emplacement d'une ancienne pagode en bois qui a brûlé à cause de la foudre en 1044. Avec les pagodes Liuhe, Lingxiao, Liaodi, Pizhi et Beisi, elle est considérée comme un chef-d'œuvre de l'architecture sous la dynastie Song.

## Galerie

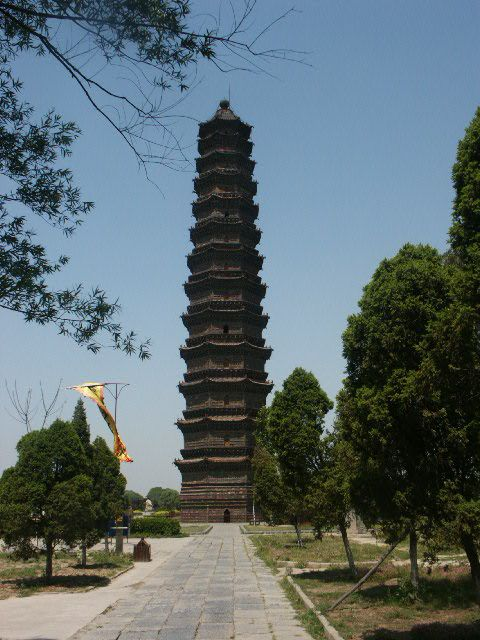
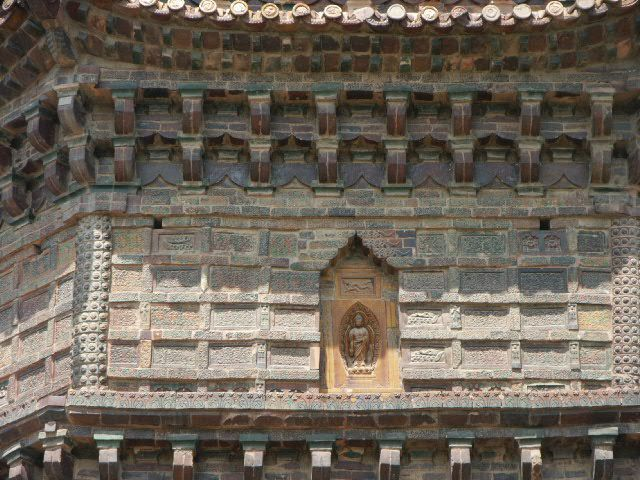